# Ghirolt, Cluj
Ghirolt (în maghiară Girolt) este un sat în comuna Aluniș din județul Cluj, Transilvania, România.

## Istoric

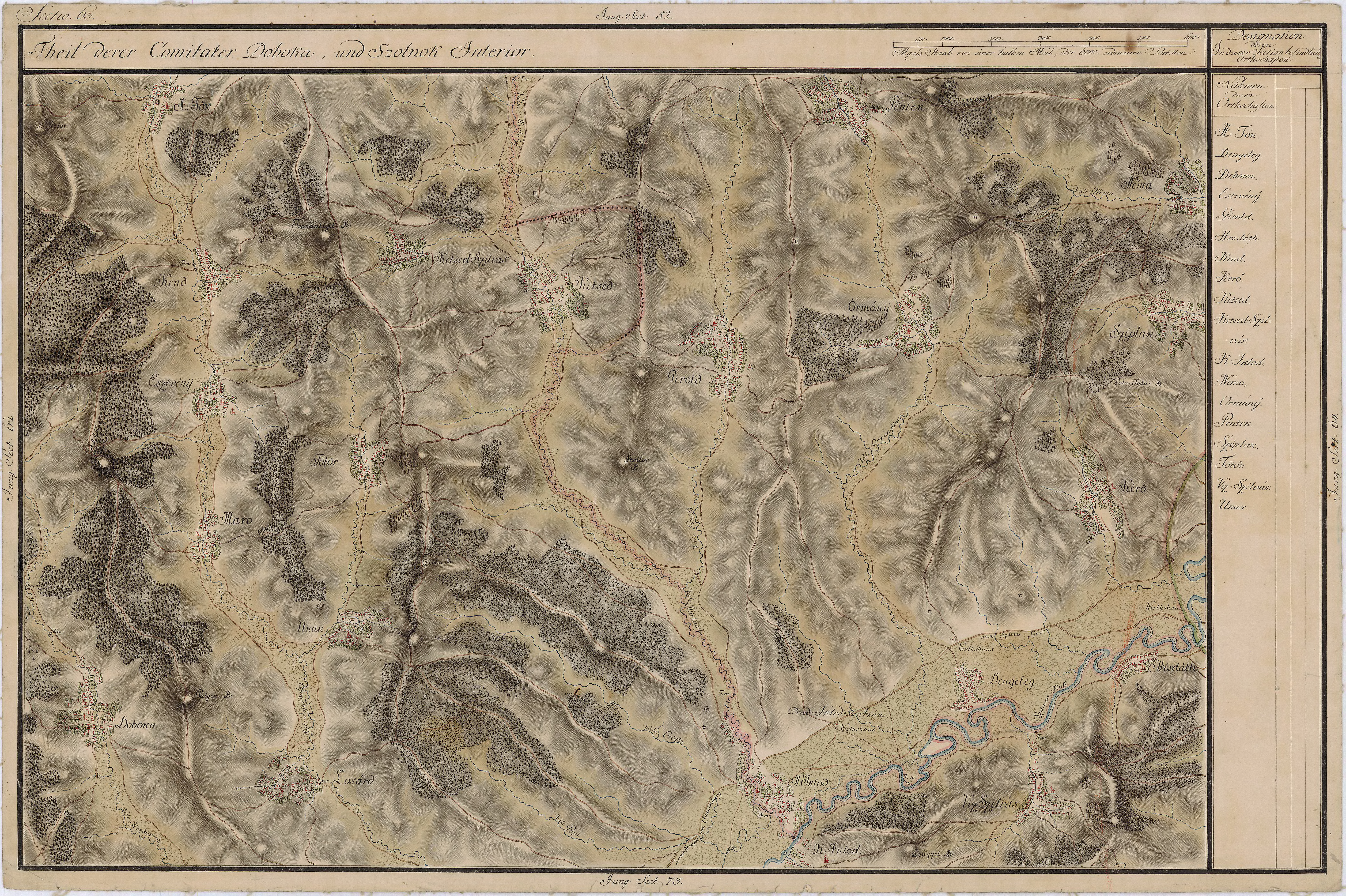
Ghirolt pe Harta Iosefină a Transilvaniei, 1769-1773

Apare atestat pentru prima oară în 1333 sub numele de Gerold. Se presupune că așezarea a fost înființată de sași.

## Monumente istorice
- Veche biserică reformată-calvină în stil gotic (între timp ruinată). În anul 1887 s-a construit în locul ei noua Biserică Reformată-Calvină.

## Galerie de imagini

Comuna Aluniş și satele componente
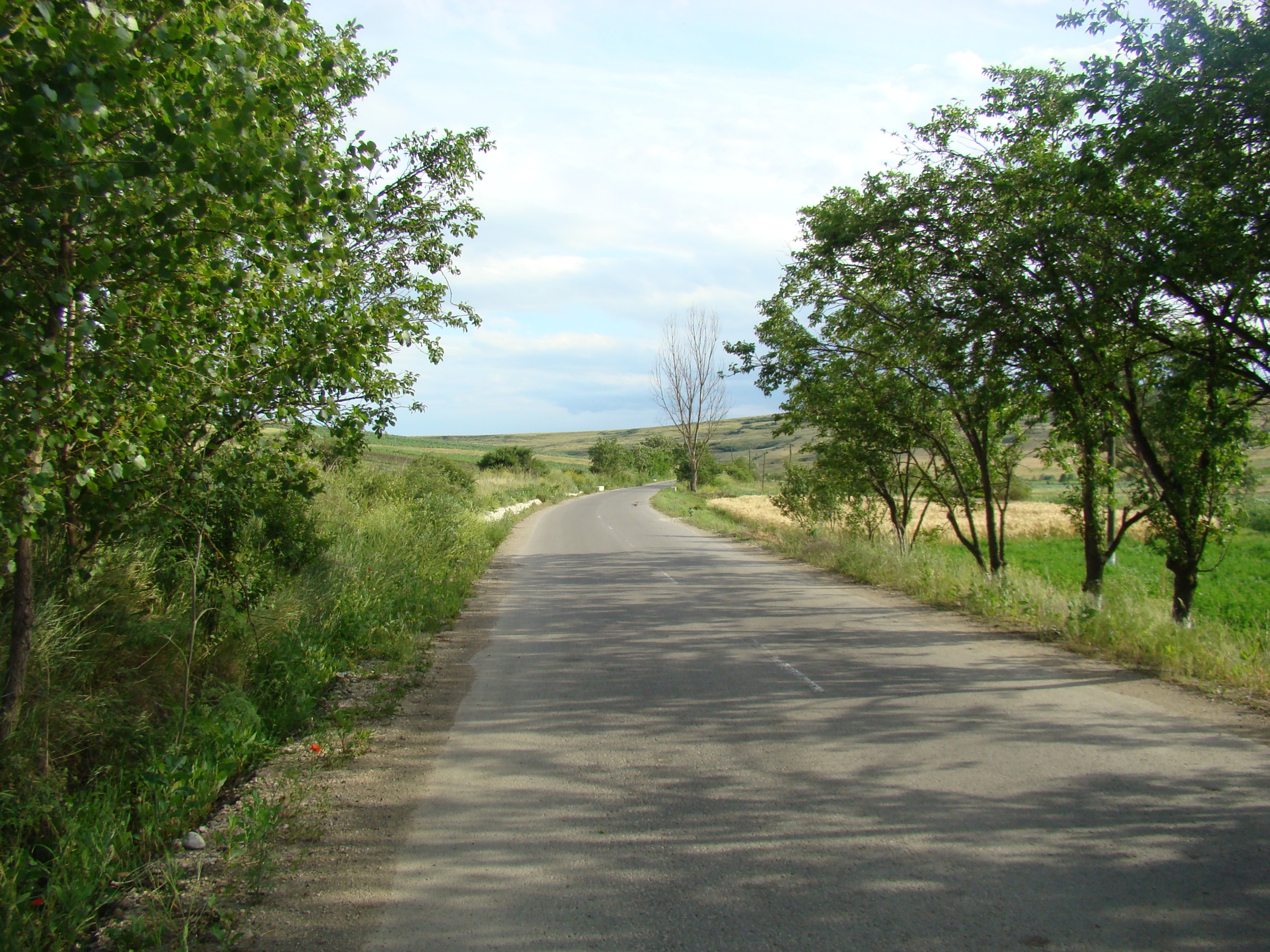
Drumul Aluniș-Ghirolt
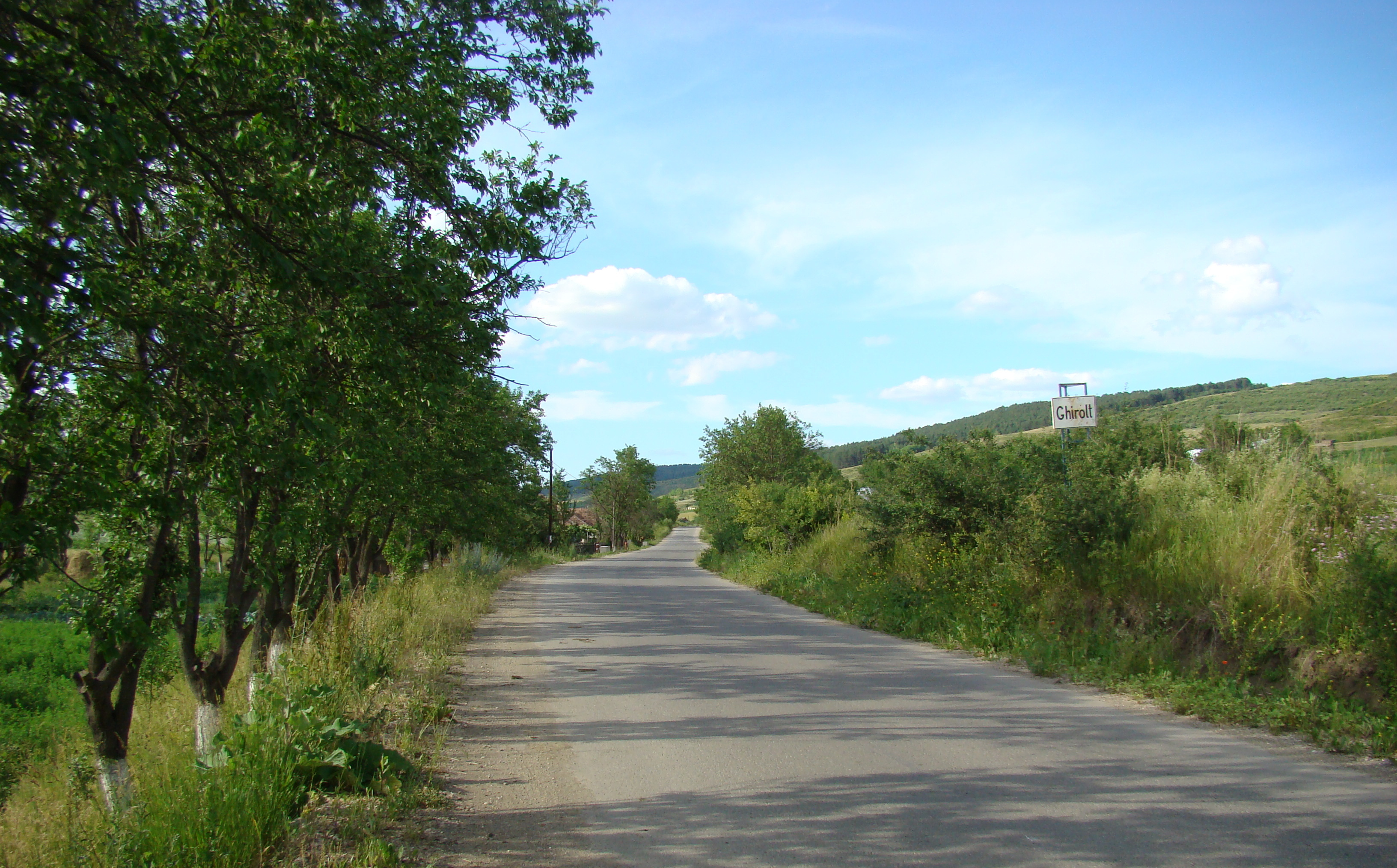
Intrarea în localitate
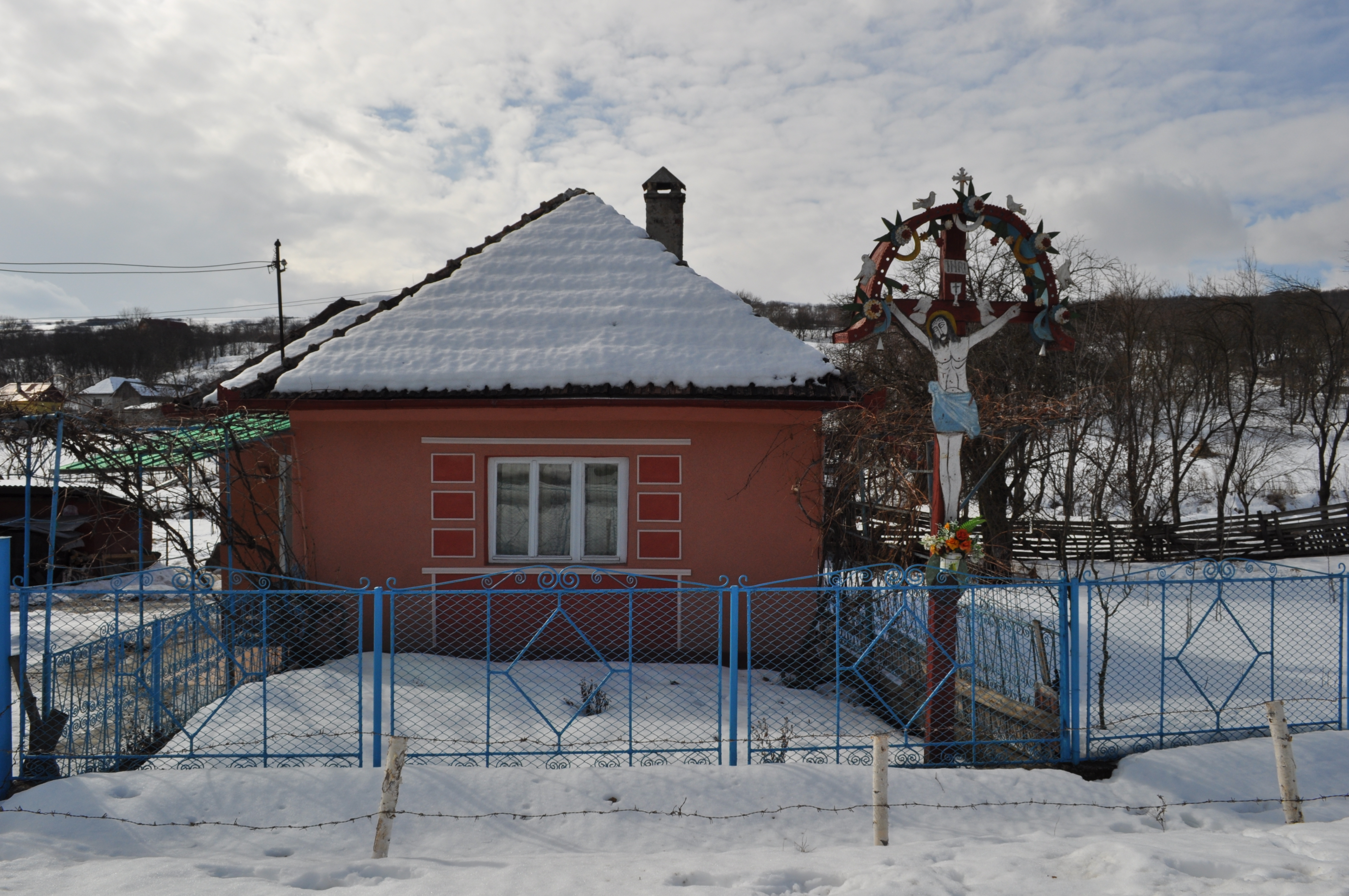
Troiță
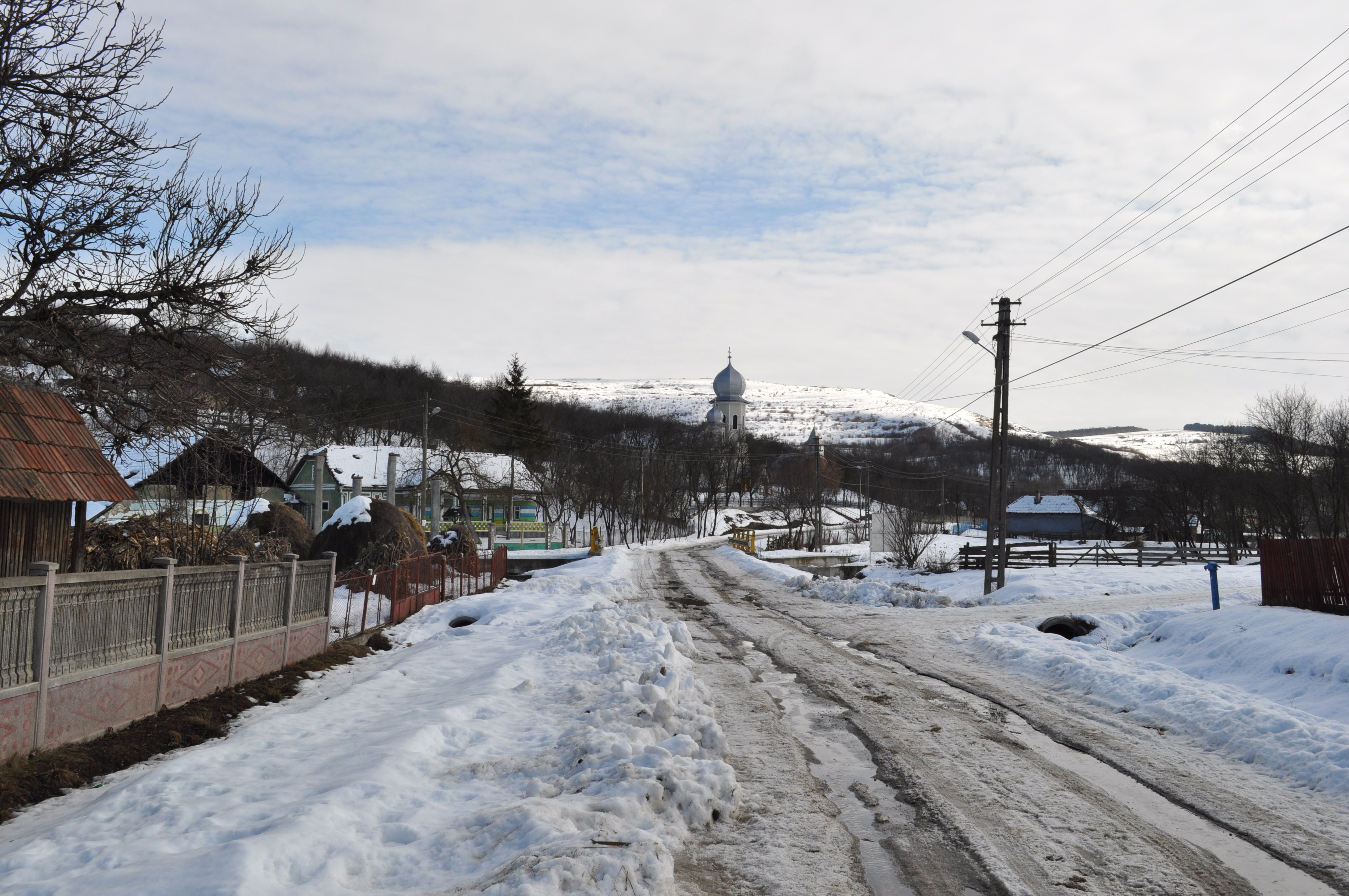
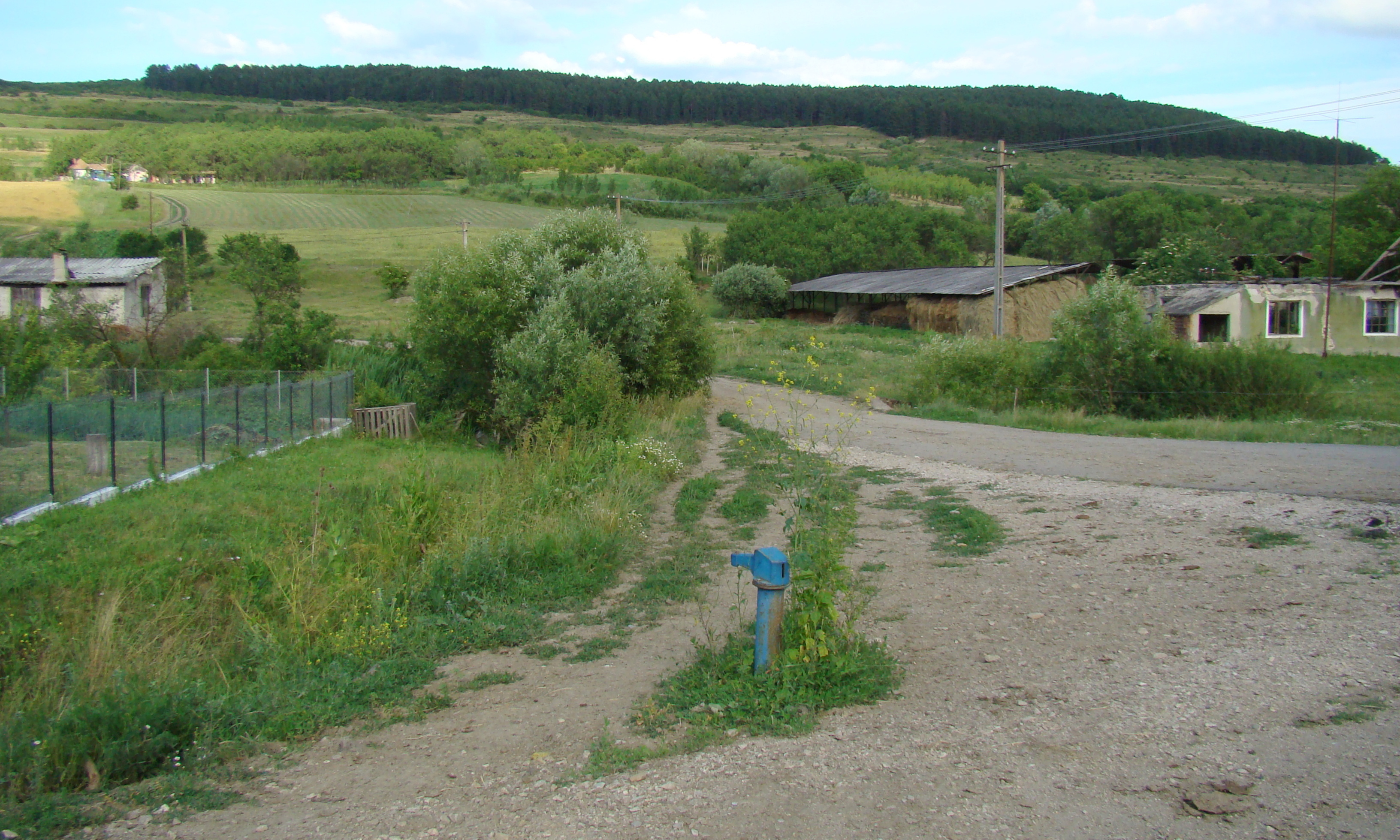
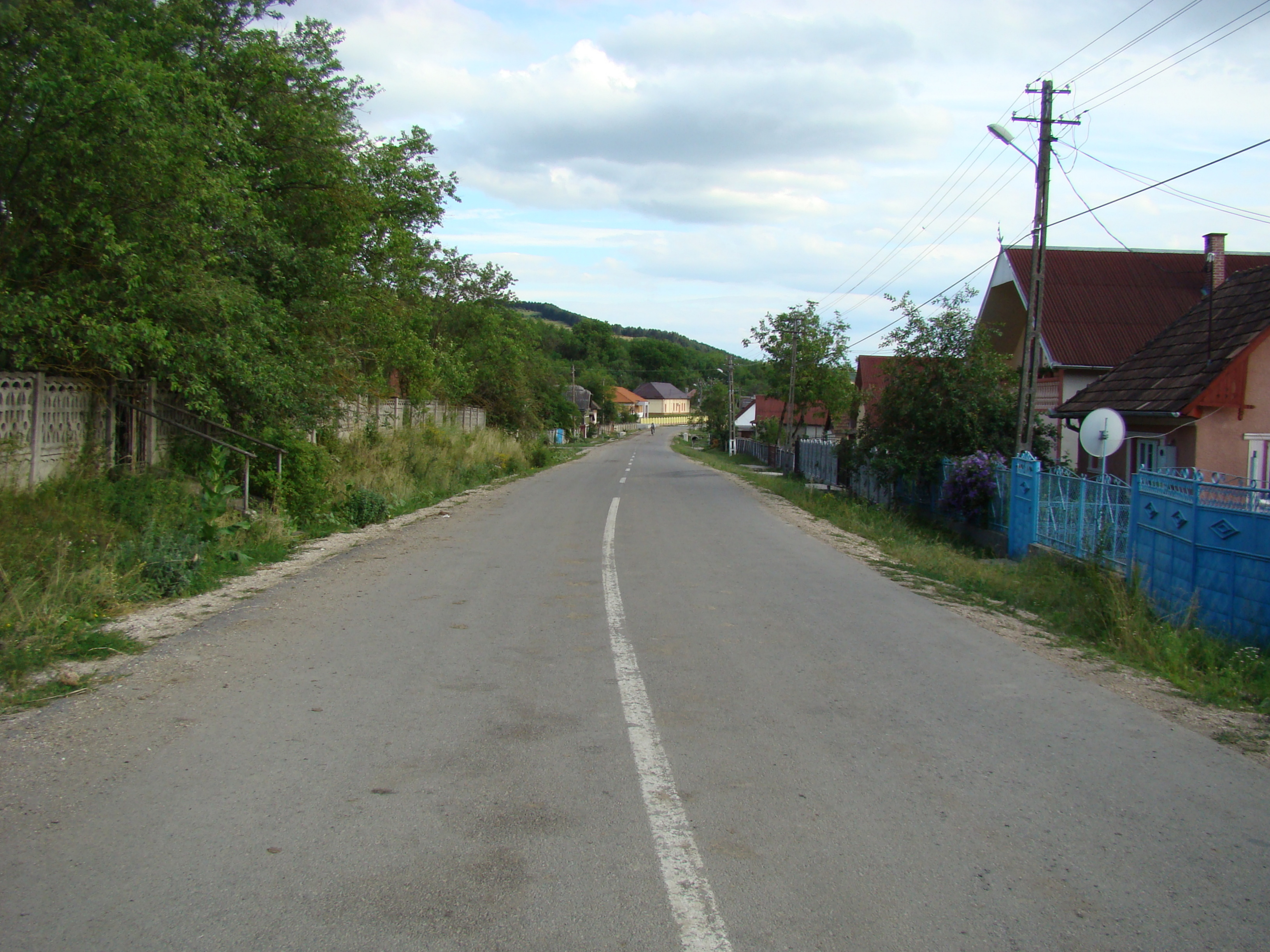
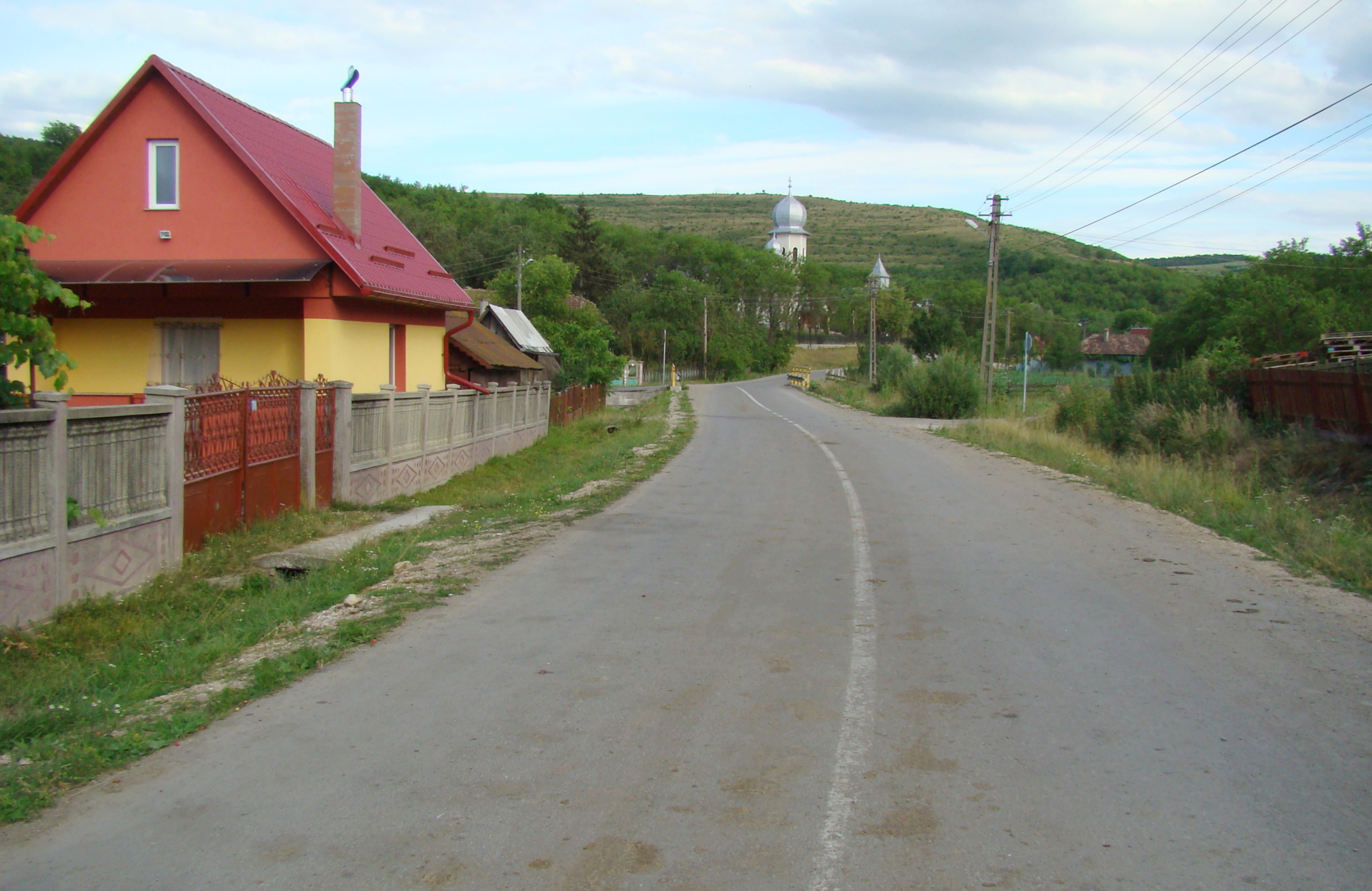
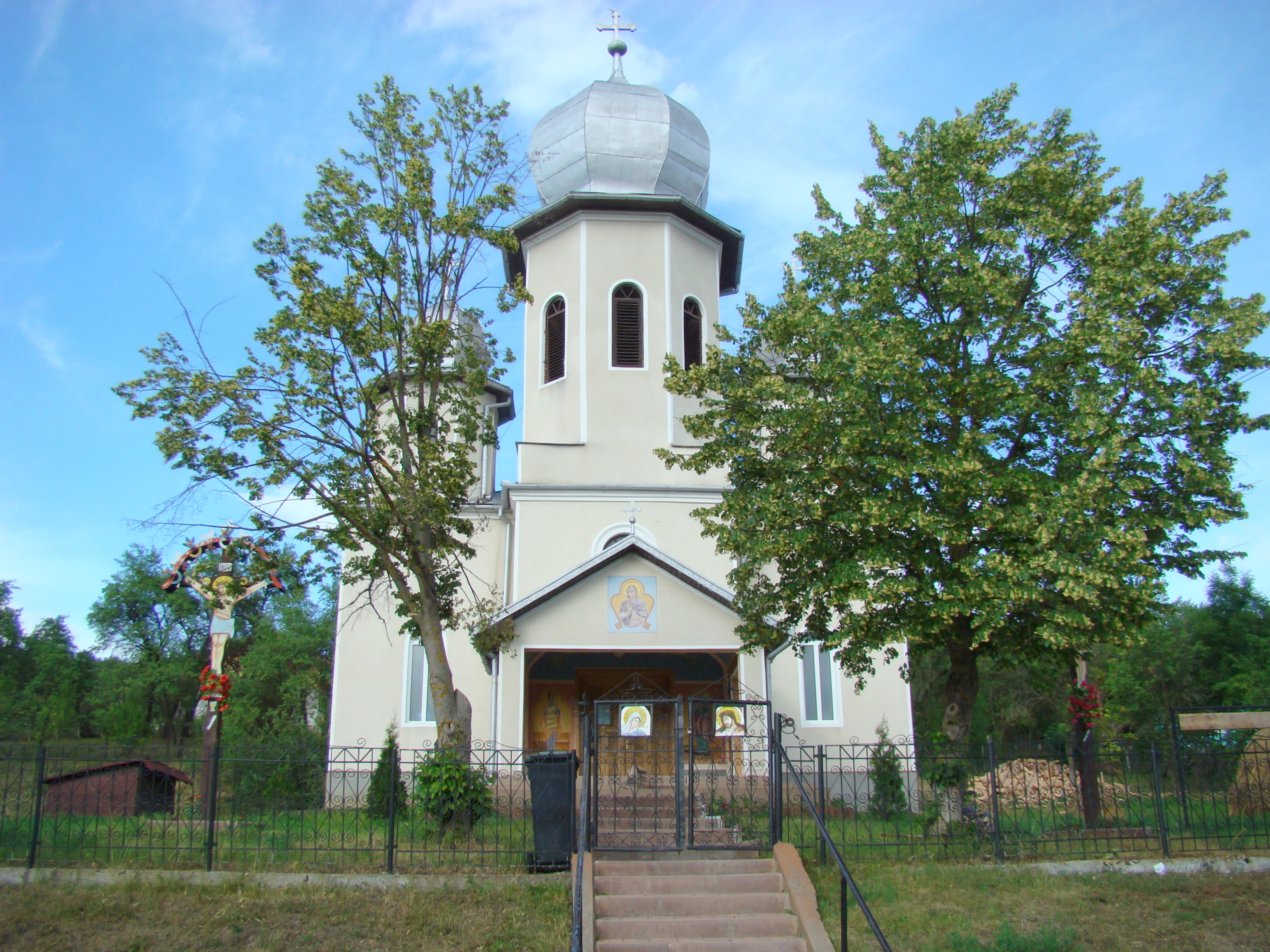
Biserica ortodoxă
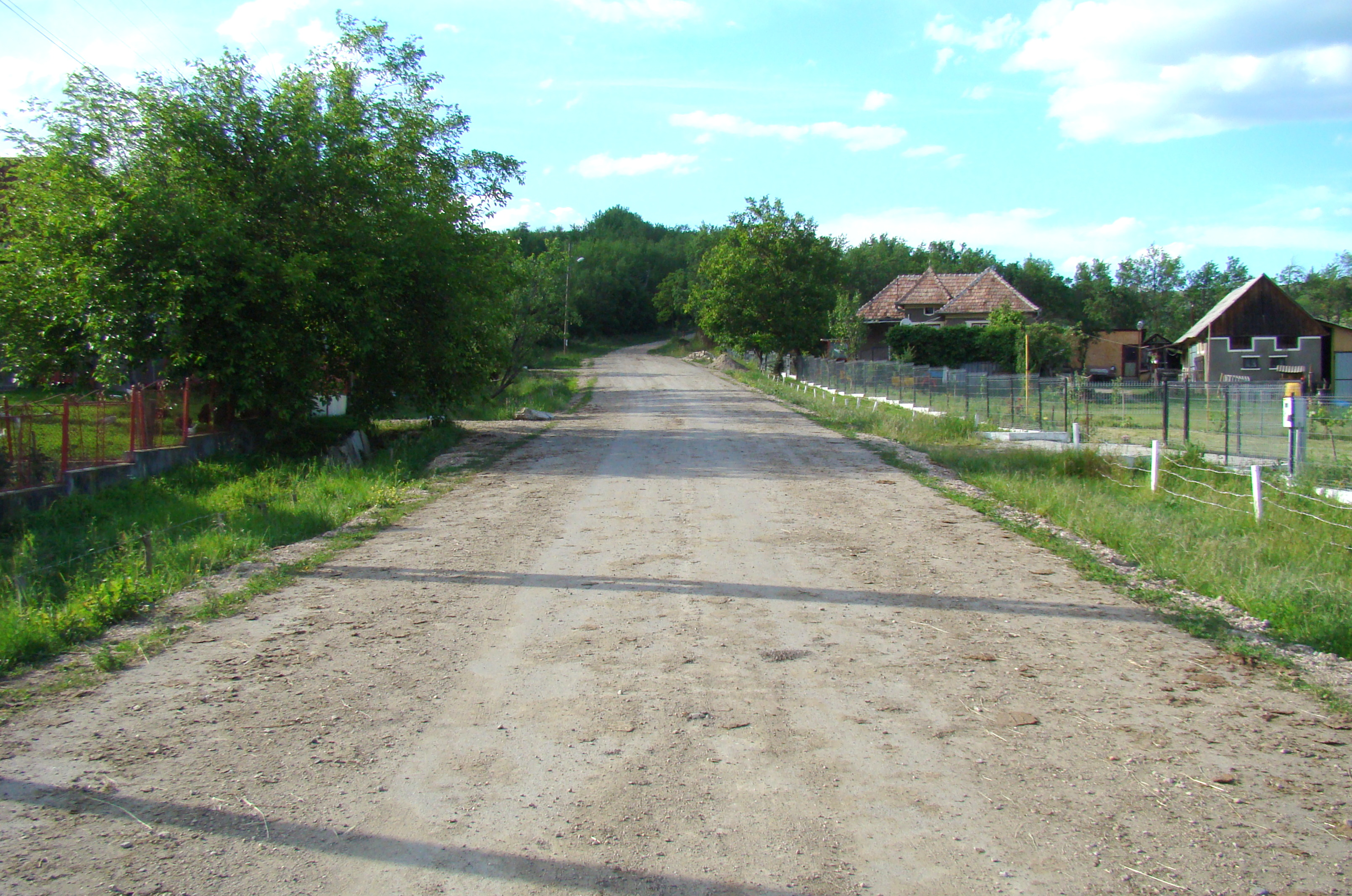
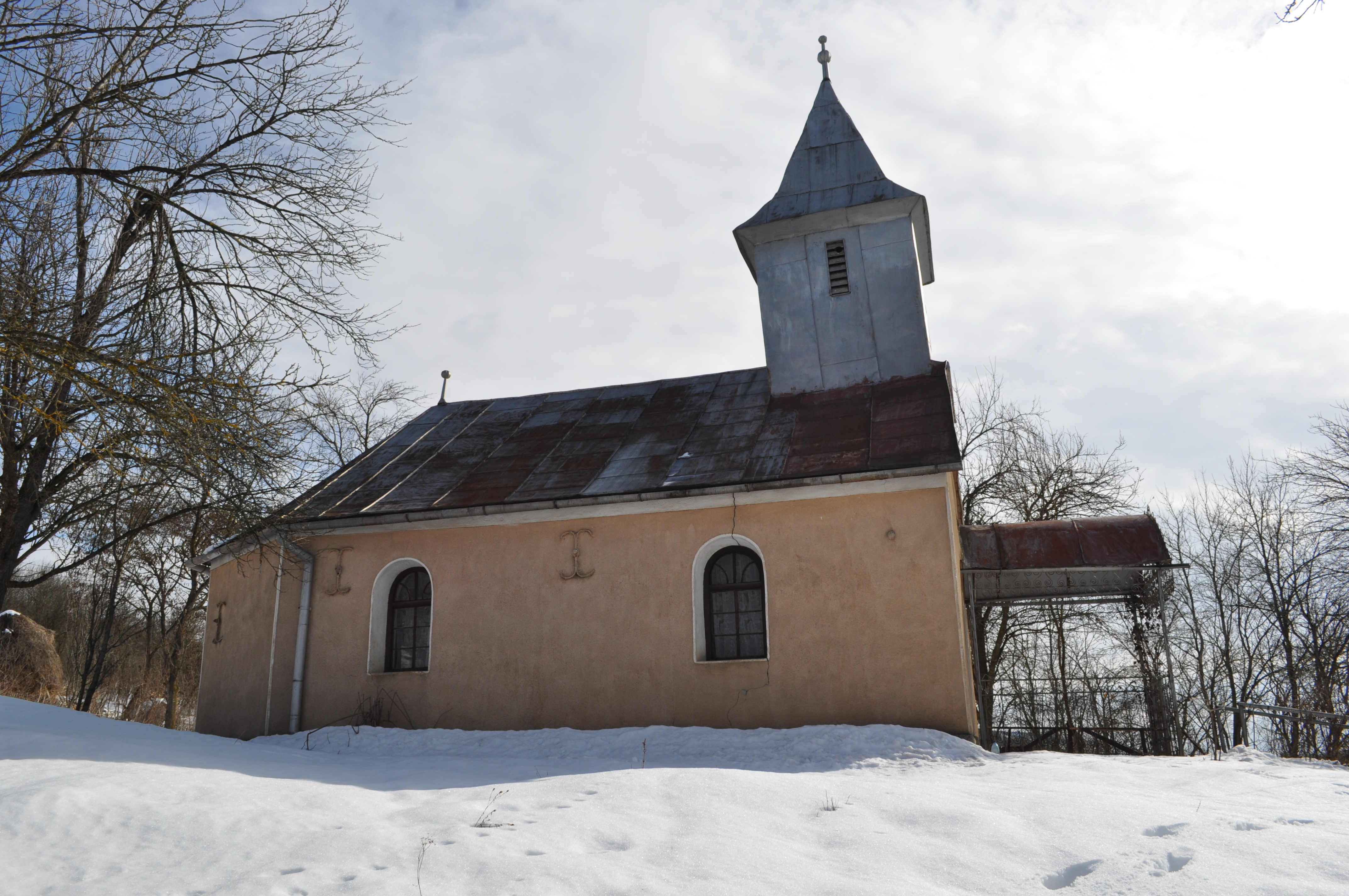
Biserica reformată-calvină
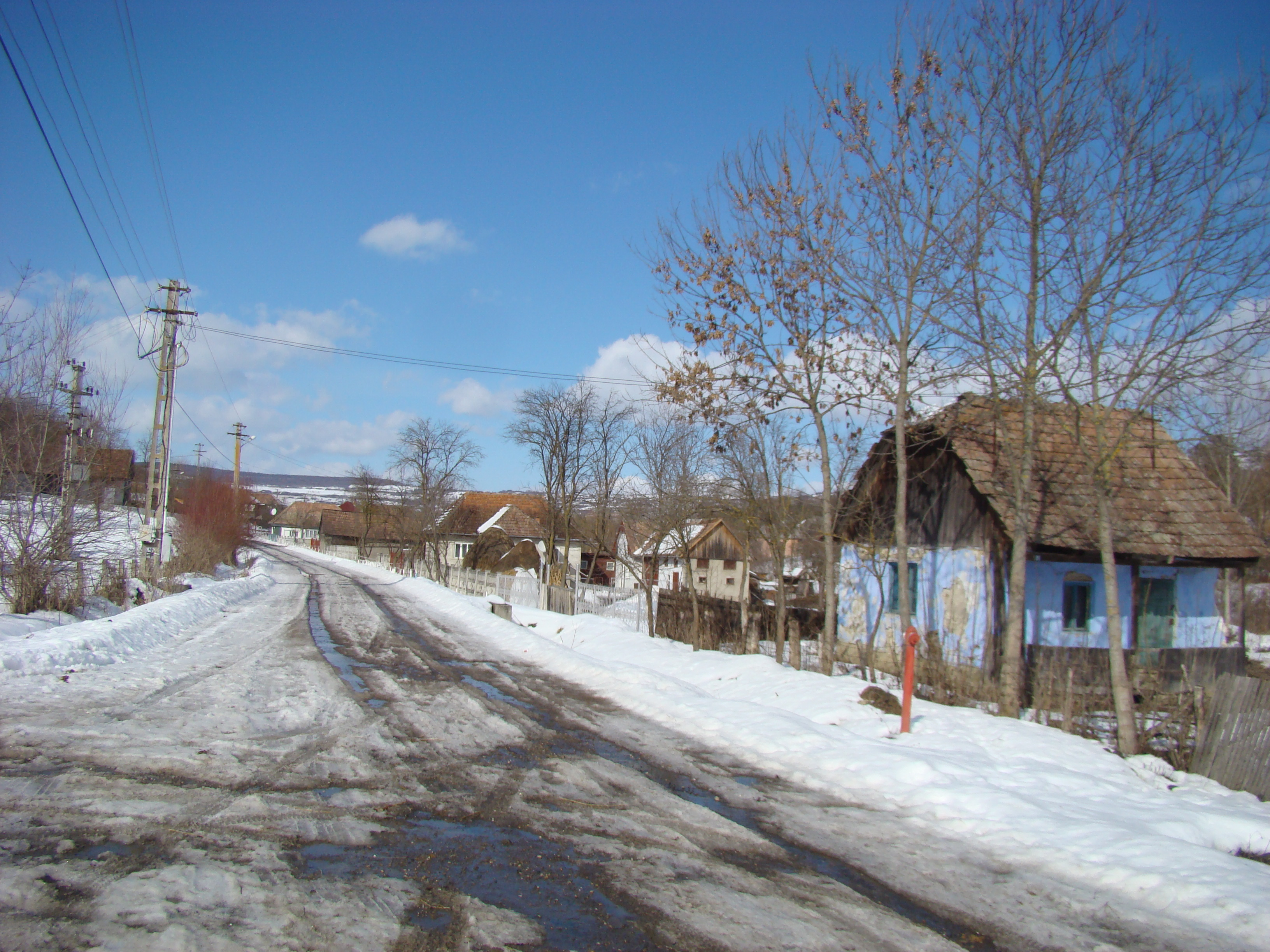